# Hlobyne
Hlobyne (tiếng Ukraina: Глобине) là một thành phố của Ukraina. Thành phố này thuộc tỉnh Poltava. Thành phố này có diện tích 17 km2, dân số theo điều tra dân số năm 2001 là 12902 người.